# Lumière fatiguée
 (septembre 2013).
La lumière fatiguée ou « fatigue de la lumière » est une hypothèse proposée pour expliquer la loi de Hubble-Lemaître sans faire intervenir une expansion de l'Univers. Cette loi est déduite de l'observation d'un décalage vers le rouge proportionnel à la distance pour les galaxies. Cette idée a été préconisée par Fritz Zwicky en 1929 comme explication alternative possible. L'expression a été inventée d'après Richard Tolman — comme une interprétation alternative de celle de Georges Lemaître et d'Edwin Hubble du décalage vers le rouge cosmique. Lemaître et Hubble interprétèrent que le décalage cosmique vers le rouge était provoqué par l'étirement des ondes lumineuses lors de leur voyage dans l'espace en expansion. Fritz Zwicky proposa que ce décalage vers le rouge était causé par les photons perdant graduellement leur énergie au fil de leur parcours, probablement en raison de la résistance aux champs de gravitation entre la source et le détecteur.[réf. souhaitée]
Si, pour un photon individuel, les effets décrits par la théorie de la lumière fatiguée sont indistinguables de l'hypothèse de l'expansion de l'Univers, ces deux théories font des prédictions différentes dans certains contextes. En particulier, une distribution de photons présentant un spectre de corps noir garde, même si elle n'est pas à l'équilibre thermique, un spectre de corps noir du fait de l'expansion de l'Univers, avec une température qui décroît au cours du temps. Dans le cas de la lumière fatiguée traditionnelle, un spectre de corps noir est déformé au cours du temps.[réf. souhaitée]
L'expression « lumière fatiguée » pourrait avoir été inventée par Howard P. Robertson (1903-1961) en 1932,,.

## Critiques
Le fond diffus cosmologique représente l'ensemble des photons issus de la phase dense et chaude qu'a connue l'univers primordial. Ils n'interagissent pas avec la matière actuelle, du fait de la trop faible densité de celle-ci. Le fond diffus cosmologique possédait par le passé un spectre de corps noir du fait qu'il était, alors que l'Univers était très dense et très chaud, en interaction avec la matière. Depuis, ces interactions ont cessé, environ 380 000 ans après le Big Bang (époque dite de la recombinaison). Il est aujourd'hui observé que le fond diffus cosmologique possède encore un spectre de corps noir ; il est même le corps noir le plus proche de la perfection connu, au moins dans ce domaine de longueur d'onde. Cette observation, établie au début des années 1990 par le satellite COBE, prouve l'invalidité du modèle traditionnel de la lumière fatiguée ; elle a valu le Prix Nobel de physique 2006 au responsable de l'instrument FIRAS, John C. Mather, qui a permis d'établir ce résultat.
Aucune théorie scientifique solide avec une dilatation du temps n'ayant jamais pu être construite dans ce sens, les explications de type lumière fatiguée ont été délaissées par la communauté scientifique.
Toutefois, une étude de 2024 montre que le décalage vers le rouge des galaxies tournant dans la même direction que la Voie lactée est supérieur à celui des galaxies tournant la direction opposée. Selon son auteur, « cette observation pourrait être la première observation directe empiriquement reproductible pour le modèle « lumière fatiguée » de Zwicky »,,.